# Juan Griego
Juan Griego (eller Juangriego) är en stad i norra Venezuela, och är centralort i kommunen Marcano i delstaten Nueva Esparta. Den ligger vid atlantkusten vid en bukt på nordöstra sidan av ön Isla Margarita och folkmängden uppgår till cirka 25 000 invånare. 

## Historia
Staden är uppkallad efter Juan Griego ("Greken Juan"), som föddes i Sevilla i början av 1500-talet. Han var en sjöfarare som korsade Atlanten till Amerika. Han startade en framgångsrik affärsrörelse som fraktade tillfångatagna indianer från ön till Santo Domingo. Han nämns i en folkräkning 1545. Efter att han avlidit började invånarna i staden att kalla den efter sin grundare.
Staden fick visst inflytande 1811 under Venezuelanska självständighetskriget när det byggdes ett batteri för att skydda staden och dess nybyggda hamn. 1816 användes hamnen av Simon Bolivar när han återvände från Haiti.
År 1844 grundades församlingen San Juan Evangelista. Dess kyrka i gotisk stil konstruerades 1850 av Fray Nicholas de Igualdad och används fortfarande, tillsammans med den underbara bukten är den stadens signum.
1904 flyttade regeringen öns huvudstad från Juan Griego till Pampatar på södra delen av ön när de kommersiella aktiviteterna sakta avtog. De kulturella aktiviteterna fortsatte dock att blomstra i staden. 1932 startade en grupp ungdomar Sociedad Benefactora de Juan Grieg som framför pjäser, poesi, konserter och andra kulturevenemang.
1973 blev ön en tullfri zon och staden återvann snart sin plats som den näst största och viktigaste staden på ön när det gäller kommersiella aktiviteter och antalet invånare, efter Porlamar på den södra kusten.

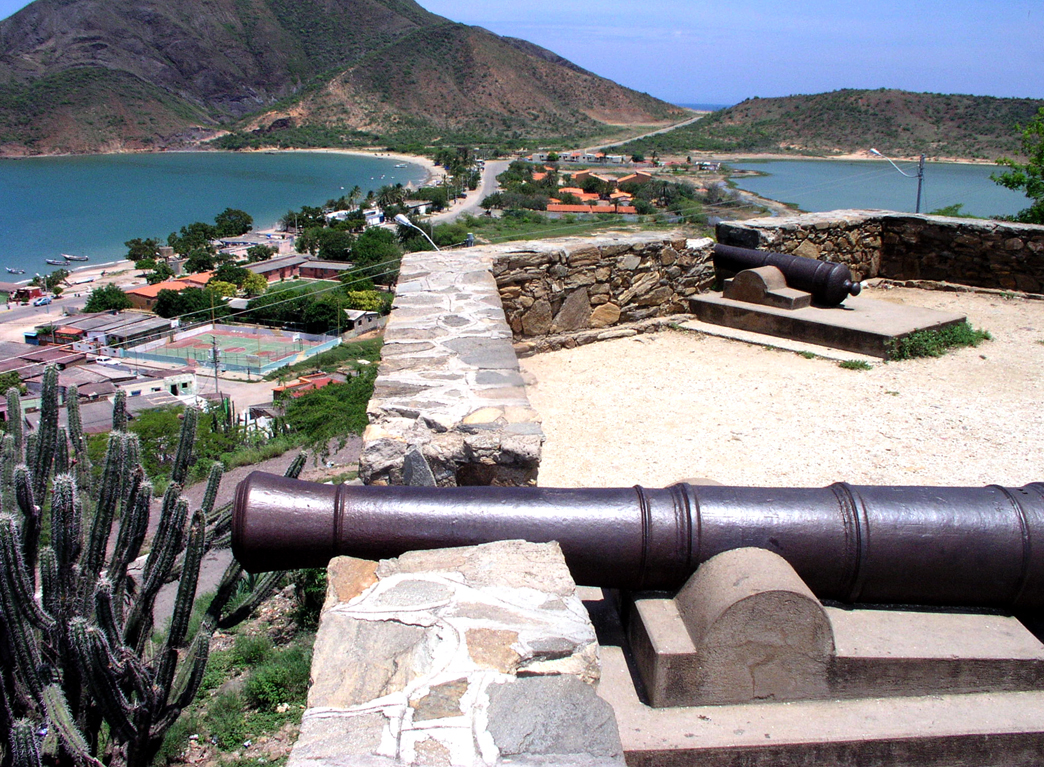
La Galera, spanskt fort från kolonialtiden.